# Nekrolog 1598
Nekrolog
◄◄
| ◄
| 1594
| 1595
| 1596
| 1597
| 1598 | 1599 | 1600 | 1601 | 1602 | ► | ►►
Weitere Ereignisse | Allgemeiner Nekrolog 1598
Die Beschreibung der verstorbenen Person sollte so kurz wie möglich gehalten sein und nur deren signifikante Tätigkeit(en) enthalten.
Neue Namen ggf. auch unter dem Geburts- und Sterbedatum, also etwa unter 1. Januar und im Geburts- und Sterbejahr (2024) eintragen (nur bei entsprechender großer Wichtigkeit). Für Beispiele siehe die schon vorhandenen Artikel.
Außerdem über die fünf zuletzt Verstorbenen, zu denen es einen ausreichend guten Artikel für eine Präsentation auf der Hauptseite gibt, nach der todesbedingten Überarbeitung der Artikel ggf. auch unter Wikipedia Diskussion:Hauptseite informieren und sie am besten auch in den anderen Wikipedia-Sprachversionen eintragen. Tipp: Regelmäßig bei news.google.de nach „ist tot“, „gestorben“ oder „verstorben“ suchen.
Wenn eine Person gestorben ist, gibt es viele Seiten zu dieser Person in der Wikipedia, die davon auch betroffen sind und entsprechend aktualisiert werden müssen. Beispiele: Namenübersichtsseite, Geburtsjahr, Geburtsort-Seiten und viele mehr.
Wie finde ich die betroffenen Seiten?
Im Suchfeld auf der linken Seite gibt man den Suchbegriff so ein: „Vorname Nachname“. Dann klickt man auf Volltext und alle Seiten mit entsprechendem Suchtext werden aufgerufen. Hier sieht man dann schnell, wo auch das Todesjahr Sinn macht oder sogar ein Teil des Artikels angepasst werden muss. Auch hilft das „Werkzeug“ auf der linken Seite sehr gut, um solche Seiten aufzufinden: „Links auf diese Seite“. Somit ist die Wikipedia wieder aktuell in allen Bereichen! Hinweis: bei Eintragung der Kategorie „Gestorben JAHR“ wird der Missbrauchsfilter 49 ausgelöst, was jedoch nicht schlimm ist. Siehe: Spezial:Missbrauchsfilter/49
Dies ist eine Liste von im Jahr 1598 verstorbenen bekannten Persönlichkeiten. Die Einträge erfolgen innerhalb der einzelnen Daten alphabetisch sortiert. Tiere sind im Nekrolog für Tiere zu finden.

## Januar
| Tag        | Name                        | Beruf, bekannt als | Alter | Beleg |
| ---------- | --------------------------- | --- | ----- | ----- |
| 7. Januar  | Sebalt Schwertzer           | deutscher Alchemist und Berghauptmann | 45    |       |
| 7. Januar  | Stanisław Szafraniec        | Wojewode von Sandomierz (1581–1587), Kastellan von Sandomierz (1576), Kastellan von Biecz (1569–1576), Vogt von Krakau (1589–1598), Vogt von Sandomierz (1566), Starost von Lelów (1563–1578), Marschall des Sejm-Abgeordnetenhauses im Jahr 1570 sowie des Konvokationssejms von 1574, Starost von Wolbrom und Förderer des Calvinismus in Kleinpolen |       |       |
| 11. Januar | Marc Papillon de Lasphrise  | französischer Dichter des Barock |       |       |
| 14. Januar | Reichard                    | Herzog von Pfalz-Simmern | 76    |       |
| 17. Januar | Fjodor I.                   | Zar von Russland | 40    |       |
| 18. Januar | Johann Georg                | Kurfürst von Brandenburg | 72    |       |
| 25. Januar | Konrad Wedemeyer der Ältere | Jurist und braunschweig-lüneburgischer Großvogt zum Calenberg | 64    |       |
| 26. Januar | Johannes IV. Burckhardt     | deutscher Benediktinerabt |       |       |
| 28. Januar | Diomede Borghesi            | italienischer Dichter und Romanist |       |       |

## Februar
| Tag         | Name                | Beruf, bekannt als                                          | Alter | Beleg |
| ----------- | ------------------- | ----------------------------------------------------------- | ----- | ----- |
| 4. Februar  | Abdullah II.        | Usbekenfürst                                                |       |       |
| 7. Februar  | Jakob III. Fugger   | deutscher Kaufmann und Grundbesitzer aus der Fugger-Familie | 55    |       |
| 10. Februar | Anna von Österreich | Königin von Schweden und Polen-Litauen                      | 24    |       |
| 25. Februar | Nathan Chyträus     | evangelischer Theologe und Dichter                          | 54    |       |
| 25. Februar | Paul von Eitzen     | Theologe und Reformator                                     | 77    |       |
| 27. Februar | Friedrich Dedekind  | deutscher Schriftsteller                                    |       |       |
| Februar     | Peeter Heyns        | flämischer Schulmeister, Dichter, Grammatiker und Geograph  |       |       |

## März
| Tag      | Name                        | Beruf, bekannt als                                  | Alter | Beleg |
| -------- | --------------------------- | --------------------------------------------------- | ----- | ----- |
| 3. März  | Jean Sarazin                | Abt von Saint-Vaast und Fürsterzbischof von Cambrai | 58    |       |
| 5. März  | Lucas Maius                 | deutscher evangelischer Theologe und Dramatiker     | 75    |       |
| 13. März | Philipp Riedesel zu Camberg | Großprior des deutschen Johanniterordens            |       |       |
| 27. März | Theodor de Bry              | flämischer Kupferstecher und Verleger               |       |       |
| 28. März | Michele Bonelli             | italienischer Kardinal der Römischen Kirche         | 56    |       |

## April
| Tag       | Name              | Beruf, bekannt als                                                 | Alter | Beleg |
| --------- | ----------------- | ------------------------------------------------------------------ | ----- | ----- |
| 8. April  | Ludwig Helmbold   | lutherischer Kirchenlieddichter                                    | 66    |       |
| 10. April | Jacopo Mazzoni    | italienischer Altphilologe, Literaturwissenschaftler und Philosoph | 49    |       |
| 19. April | Hans Fugger       | deutscher Kaufmann der Fugger                                      | 66    |       |
| 23. April | Francesco Cornaro | italienischer Kardinal der Römischen Kirche                        |       |       |

## Mai
| Tag     | Name                       | Beruf, bekannt als                                                             | Alter | Beleg |
| ------- | -------------------------- | ------------------------------------------------------------------------------ | ----- | ----- |
| 2. Mai  | Johann Baptista Rexius     | Humanist, Übersetzer                                                           |       |       |
| 3. Mai  | Anna Guarini               | italienische Sängerin der Renaissance                                          |       |       |
| 15. Mai | Jakob Dachtler der Jüngere | deutscher Theologe und Professor für Hebräische Sprache                        |       |       |
| 21. Mai | Philipp von Bayern         | deutscher römisch-katholischer Geistlicher; Bischof von Regensburg (1579–1598) |       |       |
| 31. Mai | Friedrich von Zierotin     | mährischer Adeliger aus dem Geschlecht der Zierotin, Politiker in Böhmen       |       |       |
| Mai     | Philipp Renlin             | deutscher Maler und Kartograph                                                 |       |       |

## Juni
| Tag      | Name                               | Beruf, bekannt als                                   | Alter | Beleg |
| -------- | ---------------------------------- | ---------------------------------------------------- | ----- | ----- |
| 2. Juni  | Scipione Lancellotti               | Kardinal der römisch-katholischen Kirche             | 70    |       |
| 2. Juni  | Stanislaus Pavlovský von Pavlovitz | Bischof von Olmütz                                   |       |       |
| 15. Juni | Julius van Beyma                   | niederländischer Rechtswissenschaftler               |       |       |
| 25. Juni | Giacomo Gaggini                    | italienischer Bildhauer                              | 80    |       |
| 27. Juni | Reinhard von Gemmingen             | Grundherr in Treschklingen, Rappenau und Wolfskehlen |       |       |
| 28. Juni | Abraham Ortelius                   | flämischer Geograph und Kartograph                   |       |       |
| Juni     | Emery Molyneux                     | britischer Kartograph                                |       |       |

## Juli
| Tag      | Name                             | Beruf, bekannt als                                                          | Alter | Beleg |
| -------- | -------------------------------- | --------------------------------------------------------------------------- | ----- | ----- |
| 11. Juli | Weimar Heinemann                 | deutscher Bildhauer und Bildschnitzer                                       |       |       |
| 27. Juli | Jacques II. de Goÿon de Matignon | französischer Marschall von Frankreich, Militär, Bürgermeister von Bordeaux | 72    |       |
| 31. Juli | Petrus Albinus                   | deutscher Historiker, Heimatforscher und Poet                               | 55    |       |

## August
| Tag        | Name                             | Beruf, bekannt als                        | Alter | Beleg |
| ---------- | -------------------------------- | ----------------------------------------- | ----- | ----- |
| 4. August  | William Cecil, 1. Baron Burghley | englischer Politiker und Staatsmann       | 76    |       |
| 9. August  | Andreas Angelus                  | deutscher Pfarrer, Inspektor und Chronist | 36    |       |
| 9. August  | Urban von Trennbach              | Bischof von Passau                        | 73    |       |
| 22. August | Joachim Erich                    | Bürgermeister von Greifswald              |       |       |
| 22. August | Carlo di Cesare del Palagio      | italienischer Bildhauer                   | 60    |       |
| August     | Alexander Montgomerie            | schottischer Dichter                      |       |       |

## September
| Tag           | Name               | Beruf, bekannt als                       | Alter | Beleg |
| ------------- | ------------------ | ---------------------------------------- | ----- | ----- |
| 11. September | Christoph Fischer  | deutscher Theologe                       | 80    |       |
| 13. September | Philipp II.        | König von Spanien, Sohn von Karl V.      | 71    |       |
| 16. September | Wilhelm Ernst      | Graf von Waldeck-Wildungen               | 14    |       |
| 18. September | Toyotomi Hideyoshi | japanischer Feldherr und Politiker       | 61    |       |
| 21. September | Albrecht Schrick   | Bürgermeister der Reichsstadt Aachen     |       |       |
| 23. September | Jacques Mahu       | niederländischer Entdeckungsreisender    |       |       |
| 26. September | Louise de Budos    | französische Adlige                      | 23    |       |
| 30. September | Wilhelm I.         | Graf von Schwarzburg-Frankenhausen       | 63    |       |
| September     | Nicolaus Höniger   | Korrektor, Schriftsteller und Übersetzer |       |       |

## Oktober
| Tag         | Name                            | Beruf, bekannt als                                    | Alter | Beleg |
| ----------- | ------------------------------- | ----------------------------------------------------- | ----- | ----- |
| 6. Oktober  | Johann Otto von Gemmingen       | Fürstbischof zu Augsburg                              | 52    |       |
| 11. Oktober | Joachim Camerarius der Jüngere  | deutscher Arzt, Botaniker und Naturforscher           | 63    |       |
| 11. Oktober | Wirich VI. von Daun-Falkenstein | deutscher Adliger, Diplomat, Staatsmann und Politiker |       |       |
| 12. Oktober | Thomas Stapleton                | englischer Kontroverstheologe und Autor               | 63    |       |
| 21. Oktober | Joachim                         | Graf von Fürstenberg-Heiligenberg                     | 60    |       |

## November
| Tag          | Name                            | Beruf, bekannt als                            | Alter | Beleg |
| ------------ | ------------------------------- | --------------------------------------------- | ----- | ----- |
| 12. November | Johannes Schenck von Grafenberg | deutscher Mediziner                           |       |       |
| 13. November | Balthasar Wurmb                 | kursächsischer Geheimer Rat und Amtshauptmann |       |       |
| 20. November | Adam Bohorič                    | Lehrer und Philologe                          |       |       |
| 24. November | Peter Binsfeld                  | Weihbischof in Trier und Hexentheoretiker     |       |       |
| 25. November | Petrus Calaminus                | deutscher evangelischer Theologe              |       |       |

## Dezember
| Tag          | Name                            | Beruf, bekannt als                                                                      | Alter | Beleg |
| ------------ | ------------------------------- | --------------------------------------------------------------------------------------- | ----- | ----- |
| 4. Dezember  | Johann Kruse                    | deutscher Kaufmann und Politiker, Ratsherr in Lübeck                                    |       |       |
| 6. Dezember  | Paolo Paruta                    | italienischer Historiker und Staatsmann                                                 | 58    |       |
| 8. Dezember  | Walter Ball                     | Bürgermeister von Dublin                                                                |       |       |
| 12. Dezember | Leonhard Krenzheim              | deutscher evangelischer Theologe                                                        | 66    |       |
| 15. Dezember | Philips van Marnix              | niederländischer Schriftsteller                                                         |       |       |
| 16. Dezember | Yi Sun-sin                      | koreanischer Militärführer und Admiral                                                  | 53    |       |
| 23. Dezember | Martín García Óñez de Loyola    | spanischer Soldat, Gouverneur von Chile                                                 |       |       |
| 26. Dezember | Neidhardt von Thüngen           | Bischof von Bamberg                                                                     | 53    |       |
| 31. Dezember | Heinrich Rantzau                | dänischer Statthalter (produx cimbricus) des königlichen Anteils von Schleswig-Holstein | 72    |       |
| Dezember     | Giovanni Battista Dalla Gostena | italienischer Lautenist, Kapellmeister und Komponist                                    |       |       |

## Datum unbekannt
| Tag | Name                       | Beruf, bekannt als                                                                | Alter | Beleg |
| --- | -------------------------- | --------------------------------------------------------------------------------- | ----- | ----- |
|     | Michael von Aitzing        | österreichischer Adliger, Gelehrter und Autor                                     |       |       |
|     | Benedictus Arias Montanus  | spanischer Orientalist                                                            |       |       |
|     | Matthäus Bader             | deutscher Pädagoge und Autor                                                      |       |       |
|     | Paolo Boi                  | italienischer Schachmeister                                                       |       |       |
|     | Giovanni Andrea Dragoni    | italienischer Kapellmeister und Komponist                                         |       |       |
|     | Peter Engelbrecht          | deutscher Bergmann und Klosterverwalter                                           |       |       |
|     | Henri Estienne             | französischer Humanist                                                            |       |       |
|     | Nicholas Friton            | römisch-katholischer Geistlicher                                                  |       |       |
|     | Heinrich                   | Fürst von Lüneburg                                                                |       |       |
|     | Peter Krug                 | deutsch-österreichischer Architekt und Steinmetz                                  |       |       |
|     | Guillaume Le Bé            | Stempelschneider, Schriftentwerfer, Schriftgießer und Verleger in der Renaissance |       |       |
|     | Adrian Le Roy              | französischer Lautenist, Musikverleger und Komponist                              |       |       |
|     | Domenico Petrucci          | italienischer Geistlicher und Bischof                                             |       |       |
|     | Nicolas Pithou             | französischer Anwalt und Autor                                                    |       |       |
|     | Scipione Pulzone           | italienischer Maler                                                               |       |       |
|     | Philip Riedesel zu Camberg | Ritter, Großmeister der Johanniter                                                |       |       |
|     | Carlo Ruini                | Anatom, Autor des veterinärmedizinischen Werkes „Anatomia del Cavallo“            |       |       |
|     | Johann Anton Tillier       | Schweizer Politiker                                                               |       |       |